# Japans damlandslag i vattenpolo
Japans damlandslag i vattenpolo representerar Japan i vattenpolo på damsidan. Laget slutade på elfte plats vid VM 2001 och 2003.

### Fotnoter
1. ↑  Todor Krastev (16 mars 2001). ”Women Water Polo World Championship 2001 Fukuoka (JPN) - 18-27.07 Winner Italy” (på engelska). Sport Statistics. Arkiverad från originalet den 22 november 2016. https://web.archive.org/web/20161122043619/http://www.todor66.com/Water_Polo/World/Women_2001.html. Läst 6 augusti 2015.
2. ↑  Todor Krastev (16 mars 2003). ”Women Water Polo World Championship 2003 Barcelona (ESP) - 13-25.07 Winner United States” (på engelska). Sport Statistics. Arkiverad från originalet den 15 juli 2015. https://web.archive.org/web/20150715233305/http://www.todor66.com/Water_Polo/World/Women_2003.html. Läst 6 augusti 2015.